# Kamenica (dopływ Witu)
Kamenica (bułg. Каменица) – rzeka w północnej Bułgarii, prawy dopływ Witu w dorzeczu Dunaju. Długość - 49 km, powierzchnia zlewni - 498 km², średni przepływ - 2,58 m³/s (we wsi Beżanowo). 
Kamenica zaczyna swój bieg w zachodniej części pasma górskiego Łowczenska płanina w środkowej Starej Płaninie. Płynie na zachód, następnie wypływa z gór na pogórze i skręca na północ. Koło wsi Beżanowo przyjmuje swój największy dopływ Katuneszką rekę i kilka km dalej uchodzi do Witu.